# Ludwig Philipp
Ludwig Philipp (20 dicembre 1889 – 4 gennaio 1964) è stato un calciatore tedesco, di ruolo attaccante.